# Bézu-Saint-Éloi
Bézu-Saint-Éloi település Franciaországban, Eure megyében. Lakosainak száma 1616 fő (2022. január 1.). Bézu-Saint-Éloi Bernouville, Étrépagny, Gisors, Heudicourt, Neaufles-Saint-Martin és Saint-Denis-le-Ferment községekkel határos.

## Népesség
A település népességének változása:
| Lakosok száma | 750  | 730  | 1061 | 1196 | 1477 | 1482 | 1505 | 1549 | 1572 | 1616 |
|               | 1968 | 1982 | 1990 | 2006 | 2013 | 2015 | 2017 | 2019 | 2020 | 2022 |